# 奧扎利城堡

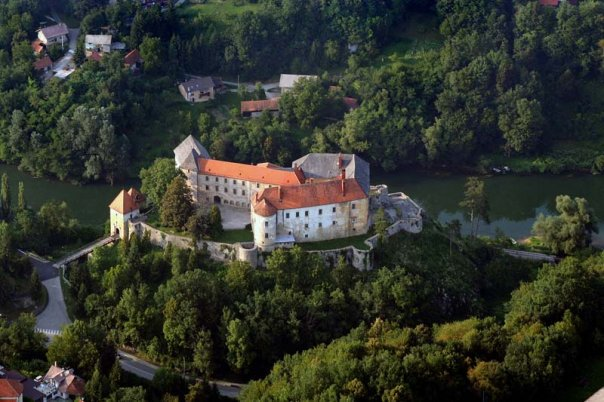
奧扎利城堡

奧扎利城堡是位於克羅埃西亞城市奧扎利的一座城堡。奧扎利城堡地處一座岩山之上，是克羅埃西亞類似類型城堡中最為知名的城堡之一。該城堡首次被提及是在1244年。現在城堡內有一座博物館和圖書館。
 维基共享资源上的相關多媒體資源：奧扎利城堡